# 雷朗語

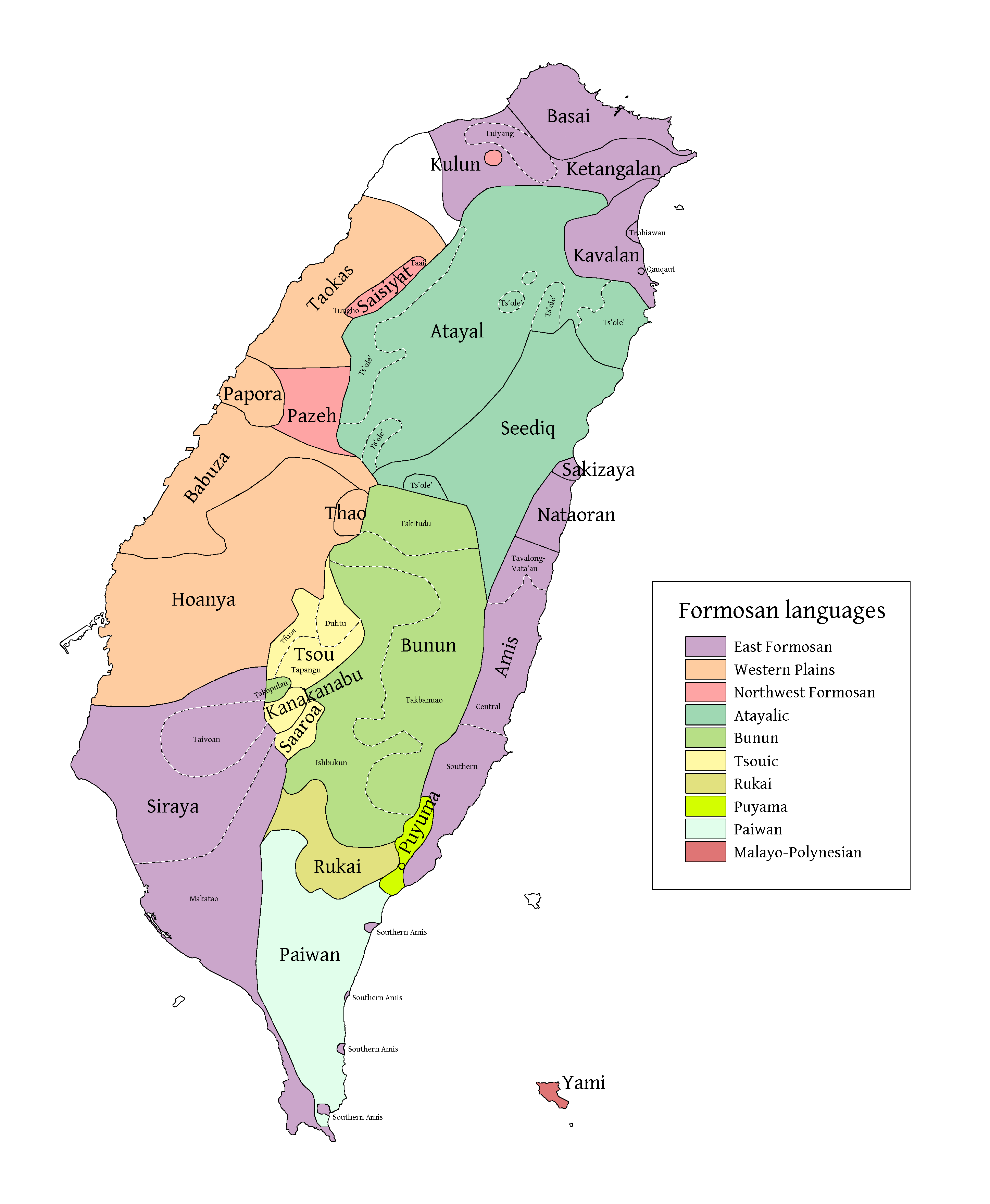
漢人遷台之前的台灣南島語言分布圖(按 Blust, 1999).東台灣"蘭嶼島(深紅色)表示為使用馬來-玻里尼西亞語族巴丹語群達悟語的區域.

雷朗語（Luilang、Ketagalan、Tangalan）為北台灣平埔族群雷朗族所用的台灣南島語言，歸類在東台灣南島語族下。一般所指的「凱達格蘭語」即為雷朗語，且使用地區亦重複。於2011年2月21日世界母語日聯合國教科文組織發表世界各地母語現況報告。在台灣部分，其中雷朗語(Ketangalan)等語言，已被認定流失。

## 詞彙
現存詞語如下：
- 數詞：

| 基數   | 1    | 2     | 3    | 4   | 5    | 6     | 7     | 8     | 9         | 10 |
| 中文   | 一   | 二    | 三   | 四  | 五   | 六    | 七    | 八    | 九        | 十 |
| 雷朗語 | saka | tsusa | turu | sma | naru | tsuro | yinai | tonai | satorunai |    |

- 單詞：

uru/頭,mata/眼睛,ruku/鼻子,muro/耳朵,anipe/嘴,magutsa/牙齒,susu/乳房,atten/胸部,

tsima/手,hhai/腳,kape/衣服,sunai/飯,papui/豬,karavao/水牛,avasa/狗,turuko/雞.

## 外部連結
- Liulung--新店與安坑地區的開發與族群關係/凱達格蘭族/平埔文化資訊網
- 龜崙--臺灣原住民文化大辭典[永久]
- YouTube上的Myth(神話/song)
- 原住民族族語線上詞典 （页面存档备份，存于）
- Ogawa's Vocabulary of Formosan Dialects/小川尚義「臺灣蕃語蒐録」
- Austronesian Comparative Dictionary （页面存档备份，存于）
- 原住民族族語線上詞典 （页面存档备份，存于）
- 原住民族語言研究發展中心 （页面存档备份，存于）
- Alilin 原住民族電子書城 （页面存档备份，存于）